# Challenger de Lyon 2017

El torneo Open Sopra Steria de Lyon 2017 es un torneo profesional de tenis. Pertenece al ATP Challenger Series 2017. Se disputó su 2.ª edición sobre superficie tierra batida, en Lyon, Francia entre el 12 y el 18 de junio de 2017.

## Jugadores participantes del cuadro de individuales
| Favorito | País                     | Jugador            | Rank1 | Posición en el torneo |
| -------- | ------------------------ | ------------------ | ----- | --------------------- |
| 1        | Bandera de Argentina     | Horacio Zeballos   | 65    | Cuartos de final      |
| 2        | Bandera de España        | Marcel Granollers  | 77    | Primera ronda         |
| 3        | Bandera de Suiza         | Henri Laaksonen    | 105   | Primera ronda         |
| 4        | Bandera de Noruega       | Casper Ruud        | 119   | Cuartos de final      |
| 5        | Bandera de Francia       | Paul-Henri Mathieu | 120   | Cuartos de final      |
| 6        | Bandera de Bélgica       | Arthur De Greef    | 127   | Segunda ronda         |
| 7        | Bandera de Corea del Sur | Lee Duck-hee       | 131   | Primera ronda         |
| 8        | Bandera de Brasil        | João Souza         | 140   | Primera ronda         |

- 1 Se ha tomado en cuenta el ranking del 29 de mayo de 2017.

### Otros participantes
Los siguientes jugadores recibieron una invitación (wild card), por lo tanto ingresan directamente al cuadro principal (WC):
- Maxime Janvier
- Corentin Moutet
- Alexandre Müller
- Félix Auger-Aliassime

Los siguientes jugadores ingresan al cuadro principal tras disputar el cuadro clasificatorio (Q):
- Maxime Chazal
- Tristan Lamasine
- Hugo Nys
- Jürgen Zopp

## Campeones

### Individual Masculino
- Félix Auger-Aliassime  derrotó en la final a  Mathias Bourgue por 6-4, 6-1

### Dobles Masculino
- Sander Gillé /  Joran Vliegen  derrotaron en la final a  Gero Kretschmer /  Alexander Satschko por 6–7(2), 7–6(2), [14–12].